# Ratna Vajra Rinpoché
Sakya trizin
Ngawang Kunga Tegchen Palbar
Ratna Vajra Rinpoche (né en 1974) est un enseignant du bouddhisme tibétain et le 42e et actuel sakya trizin (du Clan Khön) considéré comme l'un des maîtres de lignage les plus qualifiés des traditions ésotériques et exotériques de la philosophie et de la méditation bouddhistes. Il est un descendant de la célèbre famille Khon  au Tibet , qui détient une lignée ininterrompue de maîtres grands et célèbres depuis plus de mille ans. Il est le fils aîné du 41e sakya trizin Ngawang Kunga Tegchen Palbar. Il enseigne le bouddhisme et voyage en Europe, en Asie, en Australie, en Nouvelle-Zélande et en Amérique du Nord. Ratna Vajra a été intronisé en tant que responsable de l'école Sakya le 9 mars 2017.

## Source
- Site bouddhiste en anglais.